# Jewgienij Gawrilenko
Jewgienij Michajłowicz Gawrilenko (ros. Евгений Михайлович Гавриленко; ur. 5 kwietnia 1951 w Homlu) – białoruski lekkoatleta (płotkarz) startujący w barwach Związku Radzieckiego, medalista olimpijski z 1976.

## Kariera sportowa
Zwyciężył w biegu na 400 metrów przez płotki na europejskich igrzyskach juniorów w 1968 w Lipsku. Na pierwszych mistrzostwach Europy juniorów w 1970 w Paryżu zdobył złoty medal w sztafecie 4 × 400 metrów oraz brązowy w biegu na 400 metrów przez płotki.
Zajął 5. miejsce w biegu na 400 metrów przez płotki na mistrzostwach Europy w 1971 w Helsinkach. Na igrzyskach olimpijskich w 1972 w Monachium zajął w tej konkurencji 6. miejsce ex aequo ze Stawrosem Dziordzisem z Grecji.
Zdobył brązowy medal w biegu na 400 metrów przez płotki na mistrzostwach Europy w 1974 w Rzymie za Alanem Pascoe z Wielkiej Brytanii i Jeanem-Claude’em Nalletem z Francji. Startował również w sztafecie 4 × 400 metrów, ale zespół radziecki nie ukończył biegu finałowego.
Na igrzyskach olimpijskich w 1976 w Montrealu Gawrilenko zdobył brązowy medal w biegu na 400 metrów przez płotki za Amerykanami Edwinem Mosesem i Michaelem Shine’em. Sztafeta ZSRR 4 × 400 metrów z Gawrilenką w składzie odpadła w biegu eliminacyjnym.
Gawrilenko był czterokrotnym mistrzem ZSRR w biegu na 400 metrów przez płotki w latach 1972 i 1974-1976. 30 maja 1976 w Monachium ustanowił rekord ZSRR w tej konkurencji czasem 49,02 s.